# 4272 Entsuji
4272 Entsuji (1977 EG5) là một tiểu hành tinh vành đai chính được phát hiện ngày 12 tháng 3 năm 1977 bởi Hiroki Kosai và Kiichiro Hurukawa ở Đài thiên văn Kiso.